# Goyescas pour piano
Pour les articles homonymes, voir Goyescas.

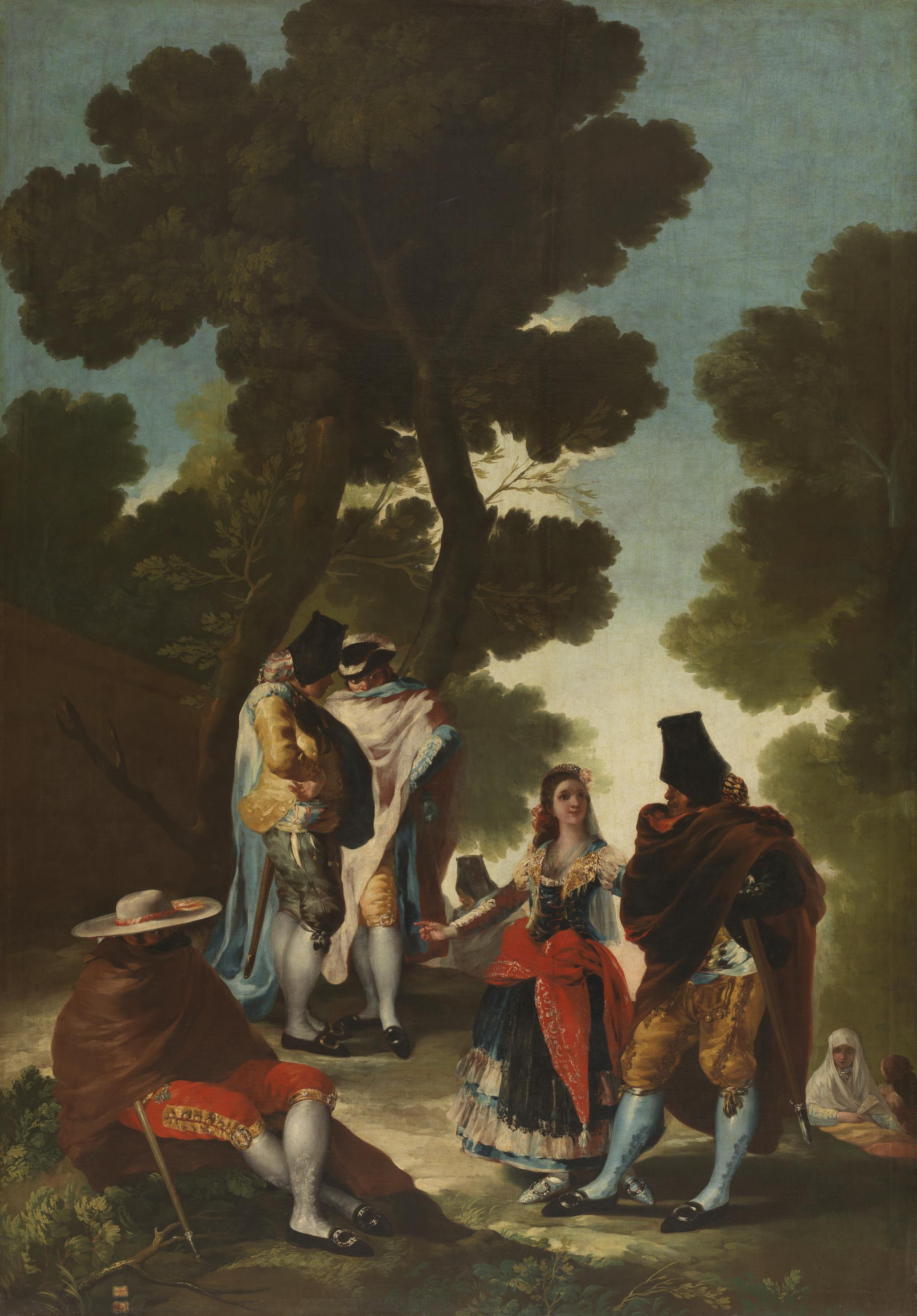
Dans La Maja et les masques (1777, musée du Prado) Goya met en scène des majos dans une composition centrée sur l'amour, la jalousie et l'intrigue.

Les Goyescas sont une suite pour piano, opus 11, écrite par Enrique Granados en 1911, considérée comme le chef-d'œuvre du compositeur. L'œuvre a été créée par son auteur le 11 mars 1911 au Palais de la musique catalane de Barcelone.
Enrique Granados a également composé l'opéra Goyescas en 1915, en reprenant plusieurs thèmes de la suite pour piano.

## Titre de l’œuvre
Les Goyescas portent le sous-titre de Los majos enamorados (« les beaux amoureux »).  

Le titre et le sous-titre de l’œuvre font référence au peintre Francisco Goya dont Granados était un grand admirateur et dont il s'inspire ici. 

« Je suis amoureux de la psychologie de Goya, de sa palette, de sa personne, de sa muse, la duchesse d'Alba, des disputes qu'il avait avec ses modèles, de ses amours et liaisons. Ce rose blanchâtre des joues qui contraste avec le velours noir ; ces créatures souterraines, les mains perle et jasmin reposant sur des chapelets m'ont possédé,. »

Avec le terme de « Goyesque », celui de majos - beau, jeune et fort - se réfère clairement à l’œuvre de Goya qui peignit abondamment ces nobles vêtus à la façon du peuple, ainsi que les coutumes populaires réinvesties par l'aristocratie madrilène, la corrida notamment.
Ce titre laisse présager que, à la façon de Goya et de ses majos, Granados réutilise des airs populaires pour en faire une musique noble.
Il n'existe cependant pas de correspondance entre chacune des pièces et un tableau particulier : il s'agit donc plus d'une question d'atmosphère que de description musicale à proprement parler.

## Pièces
Les Goyescas sont inégalement divisées en 2 volumes de 4 et 2 pièces respectivement. Leur exécution demande un peu moins d'une heure.

### Volume 1
- Los requiebros (les flatteries ou les compliments) (dédié à Emil von Sauer) est une jota, une danse aragonaise du nord de l'Espagne. Ce titre se caractérise par ses changements de rythmes et d'atmosphère ;
- Coloquio en la reja (dialogue derrière la grille) (dédié à Édouard Risler) est un duo d'amour entre une femme cachée chez elle derrière une grille (reja) et son soupirant. D'après les indications du compositeur, la main droite devait ressembler à une voix humaine et la gauche à un accompagnement de guitare ;
- El fandango de candil (fandango à la chandelle) (dédié à Ricardo Viñes) évoque des danseurs en mouvement sous la lumière faible et vacillante d'une bougie ;
- Quejas, o la maja y el ruiseñor (complainte, ou la jeune fille et le rossignol) est la pièce la plus fameuse, d'un lyrisme romantique admirable. Une jeune fille chante à son rossignol et l'oiseau lui répond dans un style rhapsodique en manière de cadence. La pièce est dédiée à son épouse Amparo.

### Volume 2
- El Amor Y La Muerte (Balada) (Ballade de l'amour et de la mort) (dédié à Harold Bauer) reprend certains thèmes des pièces du premier volume de 4 pièces comme celui de la jeune fille dans Quejas, o la maja y el ruisenor. Selon les indications de Granados, cette ballade, la plus dramatique des 6 vignettes, doit être interprétée « avec beaucoup d'expression, comme par une personne heureuse de souffrir » ;
- Epilogo: Serenata del espectro (sérénade au spectre) (dédié à Alfred Cortot) évoque un squelette grotesque qui racle une guitare puis disparaît dans les 3 dernières mesures[3].

Une septième pièce, El pelele (le mannequin), a été écrite par Granados, la seule correspondant véritablement à un tableau existant du peintre, mais n'ayant pas été intégrée au cycle initial.